# Äänekoski ekonomiska region
Äänekoski ekonomiska region (finska:  Äänekosken seutukunta) är en av ekonomiska regionerna i landskapet Mellersta Finland i Finland. Folkmängden i regionen uppgick den 1 januari 2013 till 23 169 invånare, regionens totala areal utgjordes av 1 819  kvadratkilometer och därav utgjordes landytan av 1 397,45  kvadratkilometer.  I Finlands NUTS-indelning representerar regionen nivån LAU 1 (f.d. NUTS 4), och dess nationella kod är 135 .  

## Förteckning över kommuner
Äänekoski ekonomiska region  omfattar följande två kommuner: 
- Konnevesi kommun
- Äänekoski stad

Bägge kommunernas språkliga status är enspråkigt finska. 